# Altomünster
Altomünster er en købstad i Landkreis Dachau, i Regierungsbezirk Oberbayern i den tyske delstat Bayern, med godt 7.000 indbyggere.

## Geografi
Byen ligger nordvest for Dachau i trekanten mellem München – Augsburg – Ingolstadt.

### Bydele, landsbyer og bebyggelser
Arnberg, Asbach, Breitenau, Deutenhofen, Erlach, Erlau, Freistetten, Haag, Halmsried, Hohenried, Hohenzell, Humersberg, Hutgraben, Irchenbrunn, Kiemertshofen, Lauterbach, Lichtenberg, Maisbrunn, Obererlach, Oberndorf, Oberschröttenloh, Oberzeitlbach, Ottelsburg, Ottmarshausen, Pfaffenhofen, Pipinsried, Plixenried, Radenzhofen, Rametsried, Randelsried, Reichertshausen, Röckersberg, Rudersberg, Ruppertskirchen, Schauerschorn, Schielach, Schloßberg, Schmarnzell, Schmelchen, Sengenried, Stumpfenbach, Teufelsberg, Thalhausen, Übelmanna, Unterzeitlbach, Wollomoos og Xyger.